# Happy Xmas (War Is Over)
Happy Xmas (War Is Over) ist ein Lied von John Lennon und Yoko Ono, das erstmals am 1. Dezember 1971 als Single in den USA veröffentlicht wurde. In Großbritannien folgte die Veröffentlichung erst knapp ein Jahr später am 24. November 1972. Auf der B-Seite befand sich das Stück Listen, the Snow Is Falling, eine Komposition von Yoko Ono.
Entstanden im historischen Umfeld des Vietnamkriegs als Protestlied, entwickelte es sich im Laufe der Zeit im angelsächsischen Sprachraum zu einem geradezu klassischen Weihnachtslied. Es wurde auf zahlreichen Weihnachtsalben veröffentlicht und bei einer Zuschauerabstimmung des US-amerikanischen Musiksenders VH1 kam es auf Platz 9 der beliebtesten Weihnachtslieder.

## Hintergrund

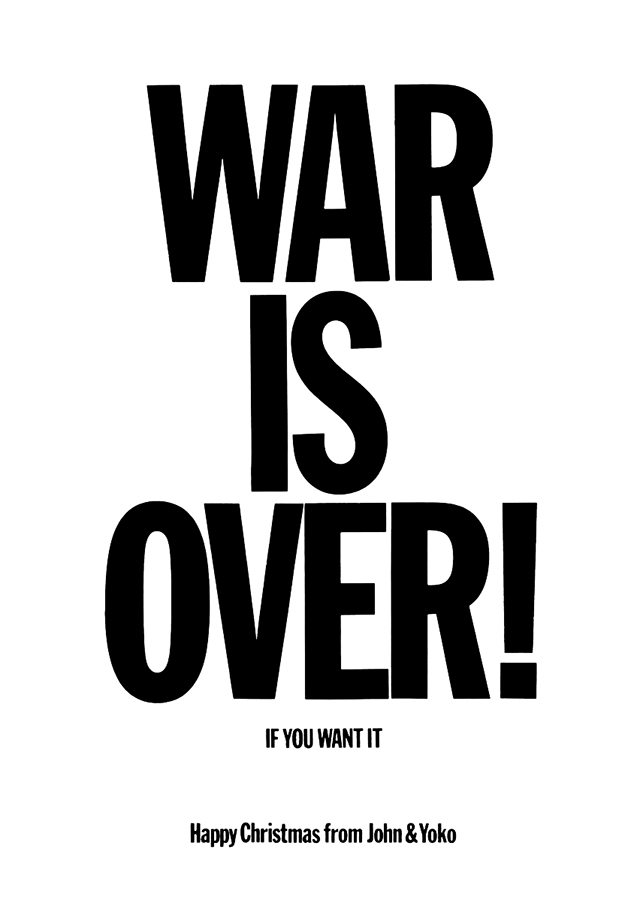
Poster der Friedenskampagne aus dem Jahr 1969

Am 3. September 1971 verließen John Lennon und Yoko Ono Großbritannien und flogen nach New York, als erstes musikalisches Projekt nahmen sie Happy Xmas (War Is Over) auf.
Der Text des Liedes basiert auf dem Slogan einer Antikriegs-Kampagne von Lennon und Ono aus dem Dezember 1969. Für diese Kampagne mieteten die beiden Werbeflächen auf Plakatwänden in mehreren großen Städten weltweit, darunter New York, Los Angeles, Toronto, Tokio, Rom und Westberlin. Die Aufschrift lautete: “WAR IS OVER! IF YOU WANT IT Happy Christmas from John & Yoko” (deutsch: „Der Krieg ist aus! Wenn du es willst. Fröhliche Weihnachten von John und Yoko“). 1971 waren die Vereinigten Staaten noch stark in den zunehmend unpopulären Vietnamkrieg verwickelt. Die Zeile “War is over, if you want it, war is over, now!”, die im Hintergrund vom Chor gesungen wird, stammt aus der Kampagne.
Lennon wurde in seinem Interview mit David Sheff für das Playboy-Magazin im Jahr 1980 auf das Stück angesprochen:

„‚Happy Xmas‘ haben Yoko und ich gemeinsam geschrieben. Es heißt darin: ‚War is over if you want it‘. Das war immer noch dieselbe Message – der Gedanke, dass wir genauso verantwortlich sind wie der Mann, der die Knöpfe drückt. Solange die Menschen die Vorstellung haben, dass es ihnen jemand antut und dass sie keine Macht haben, haben sie keine Macht.“

Die Melodie und Akkordstruktur stammen vom Folksong Stewball, ein Lied über ein Rennpferd. Lennon und Ono ergänzten eine Modulation (Wechsel zwischen A und D) und die War-is-over-Gegenmelodie. Laut Phil Spector ließ sich Lennon bei den ersten Takten der Melodie vom Stück I Love How You Love Me inspirieren. Spector hatte das Lied 1961 mit der Girlgroup The Paris Sisters produziert.
Thematisch ähnliches Stück
Im Jahr 1967 hatte der US-amerikanische Songwriter Phil Ochs das Stück The War Is Over geschrieben, ein Lied, das das Ende des Vietnamkriegs verkündete und das der Künstler 1968 aufnahm. Es gibt keinen Hinweis darauf, dass Lennon oder Ono dieses Stück kannten.

## Aufnahme
John Lennon nahm Anfang Oktober 1971 ein Heim-Demo von „Happy Xmas (War Is Over)“ auf. Nur wenige der Worte waren vorhanden, aber die Melodie und die Struktur waren größtenteils vollständig.
Die endgültigen Aufnahmen für das Lied fanden am 28. und 31. Oktober 1971 in den Record Plant Studios in New York statt. Bei der Produktion wurden Lennon und Ono von Phil Spector unterstützt. Als Toningenieur fungierte Roy Cicala, der Besitzer des Aufnahmestudios und Jack Douglas. Der Backing-Track wurde in sieben Takes aufgenommen, wobei Take sechs als der beste ausgewählt wurde. Am ersten Tag wurden zunächst die akustischen Gitarren, das Keyboard und das Schlagzeug aufgenommen. Es folgten mehrere Overdubs, bei denen auch die für Weihnachtslieder typischen Chimes, Glockenspiel und Glockenstab hinzugefügt wurden. Schließlich nahmen Lennon und Ono ihre jeweiligen Gesangspassagen auf. Am folgenden Tag wurde die B-Seite der Single aufgenommen. Die finalen Aufnahmen für Happy Xmas (War Is Over) fanden am Nachmittag des 30. Oktober 1971 unter der Beteiligung des Harlem Community Choir statt. Der Gemeindechor, bestehend aus 30 Kindern zwischen vier und zwölf Jahren, sang unter der Anleitung von John Lennon die Backing Vocals ein. Die Streicher wurden vermutlich Anfang November 1971 aufgenommen.
Das Lied beginnt mit gesprochenen Weihnachtsgrüßen von Ono und Lennon, die an ihre Kinder gerichtet waren. Ono flüstert Happy Christmas, Kyoko, es folgt Lennon mit Happy Christmas, Julian. Im Textblatt zum Kompilationsalbum The John Lennon Collection aus dem Jahr 1982 findet sich die falsche Angabe Happy Christmas, Yoko. Happy Christmas, John.
Besetzung:
- John Lennon, Yoko Ono:[2] Gesang
- May Pang, Harlem Community Choir: Chorgesang
- John Lennon, Hugh McCracken, Chris Osborn, Teddy Irwin, Stuart Scharf: Gitarre
- Klaus Voormann: E-Bass
- Nicky Hopkins: Keyboard, Chimes und Glockenspiel:
- Jim Keltner: Schlagzeug und Glockenstab

Ursprünglich sollte Klaus Voormann am ersten Tag bei der Aufnahme den Bass spielen, aber da sein Flug Verspätung hatte, sprang einer der Gitarristen für ihn ein. Am 30. Oktober nahm Voormann seinen Bassgitarrenpart für „Happy Xmas (War Is Over)“ neu auf, er war auch bei den Aufnahmen für die B-Seite der Single dabei.

## Veröffentlichungen

### Single
- Die Single Happy Xmas (War Is Over) / Listen, the Snow Is Falling erschien in den USA auf dem Label Apple Records mit der Katalognummer Apple 1842 am 1. Dezember 1971. Die ersten Singles wurden auf grünem Vinyl gepresst und hatten entweder das klassische Apple-Label oder das spezielle „John and Yoko“-Label, das auch für das Album Some Time in New York City verwendet wurde.[12]
Aufgrund von Problemen im Zusammenhang mit Veröffentlichungsrechten zwischen Lennon und Northern Songs, dem Musikverlag, an den John Lennon und Paul McCartney bis 1973 vertraglich gebunden waren, verzögerte sich die Veröffentlichung der Single außerhalb der USA bis zum November 1972. Der Besitzer des Verlags bezweifelte, dass Yoko Ono wirklich einen kompositorischen Beitrag geleistet hatte.[13] Ähnlich war es zuvor Paul McCartney ergangen, als er seine Frau Linda McCartney als Mitautorin bei einigen seiner Stücke genannt hatte.
- In Großbritannien erschien die Single am 24. November 1972 und erhielt die Single die Katalognummer Apple R5970, sie wurde ebenfalls auf grünem Vinyl gepresst.[14]
- In den USA wurde am 29. November 1982 die Single Happy X-Mas (War Is Over) / Beautiful Boy (Darling Boy) veröffentlicht.[15] Die Promotionsingle wurde in den USA wie folgt veröffentlicht: auf der A-Seite befindet sich die Monoversion und auf der B-Seite die Stereoversion der A-Seite der Kaufsingle,[16] weiterhin gab es eine Promotion-12″-Vinyl-Single: Happy X-Mas (War Is Over) / Beautiful Boy (Darling Boy).[17]
- In den USA wurde 1985 eine weitere Promotion-12″-Vinyl-Single Happy X-Mas (War Is Over) / Happy X-Mas (War Is Over) auf weißem Vinyl hergestellt[18], in 1986 erfolgte eine limitierte Herstellung von 12″-Vinyl-Singles (Happy Xmas (War Is Over) / Listen, the Snow Is Falling) auf weißem Vinyl,[19] am 5. Dezember 2021 wurde eine limitierte 12″-Acetatsingle hergestellt.[20]
- Im Dezember 1999 erfolgte eine Wiederveröffentlichung von Imagine im CD-Format: Imagine, Happy Xmas (War is over), Give Peace a Chance und Imagine (Video).[21]

### Album
- Im Jahr 1975 wurde das Stück erstmals auf einem Album veröffentlicht. Es erschien auf der Kompilation Shaved Fish, allerdings in leicht veränderter Form als Medley mit einer Liveversion von Give Peace a Chance. Seitdem war es auf zahlreichen Lennon- und Weihnachtskompilationen enthalten. Das Albumcover von Shaved Fish zeigt für Happy Xmas (War Is Over) die Zeichnung eines Bombers, der eine Christbaumkugel anstelle von Bomben abwirft.
- Happy Xmas (War Is Over) befindet sich auf folgenden John Lennon-Kompilationsalben: Shaved Fish, The John Lennon Collection, Lennon, Lennon Legend: The Very Best of John Lennon, Instant Karma: All-Time Greatest Hits, Peace, Love & Truth, The U.S. vs. John Lennon (Das Lied beginnt mit Dialogen von John Lennon und Yoko Ono, die dem Film entnommen wurden), Working Class Hero: The Definitive Lennon, Gimme Some Truth, John Lennon Collector’s Edition, Power to the People: The Hits, ICON, Signature Box.
- Auf der John Lennon Anthology erschien am 2. November 1998 eine alternative Abmischung von Happy X-Mas (War Is Over). In den USA wurde die CD Promotionsingles Happy Xmas (Rough Mix ’71) / Be-Bop-A-Lula ausgekoppelt.[22]
- Im November 2005 wurde das Album Some Time in New York City als Einzel-CD in einer remasterten und neu abgemischten Version wiederveröffentlicht. Die Neuabmischung erfolgte im Jahr 2005 in den Abbey Road Studios unter der Aufsicht von Yoko Ono. Der Remix-Ingenieur war Peter Cobbin. Happy X-Mas (War Is Over) wurde als einer der beiden Bonustücke hinzugefügt.
- Am 5. Oktober 2018 erschien die bisher inhaltlich umfangreichste Wiederveröffentlichung der Imagine-Aufnahmen als Box-Set. Die Lieder des Albums wurden von Paul Hicks in den Abbey Road Studios und den Sear Sound Studios neu abgemischt. Für die Neuabmischung gab Yoko Ono die Anweisung, dass der Sound des Albums und der Gesang von John Lennon klarer, hörbarer werden sollten. Darüber hinaus wurde auch eine 5.1-Abmischung hergestellt. Die Super-Deluxe-Box enthält auch alternative Versionen von Happy X-Mas (War Is Over), eine alternative Abmischung sowie eine Monoversion.[23][24] Happy X-Mas (War Is Over) wurde als einer der sechs Bonustücke der Einzel-CD-Ausgabe hinzugefügt.
- Am 9. Oktober 2020 erschien das Kompilationsalbum GIMME SOME TRUTH., das neuabgemischte Lieder beinhaltet, so auch Happy X-Mas (War Is Over).

## Chartplatzierungen

### John Lennon & Yoko Ono
In den USA erreichte die Single Platz 3 der Billboard’s Christmas Singles Chart  und Platz 36 der Cash Box Top 100 Singles Chart.
Im Dezember 1972 erreichte die Single Platz 4 der UK Singles Charts. Nach der Ermordung John Lennons am 8. Dezember 1980 stieg die Single ein weiteres Mal in die britische Hitparade ein und erreichte am 20. Dezember 1980 Platz 2.
In Deutschland war Platz 45 in der Hitparade des Musikmarkts am 5. Februar 1973 die höchste Platzierung, ehe der Song am 1. Januar 2021 Position sechs belegen konnte. In der Schweiz kam die Single im Dezember 2019 auf Rang 10, in Österreich im Januar 2021 auf Platz sechs der jeweiligen Charts.
| Periode   | Höchstplatzierung, GesamtwochenChartplatzierungen (Periode, Platzierungen, Wochen) | Höchstplatzierung, GesamtwochenChartplatzierungen (Periode, Platzierungen, Wochen) | Höchstplatzierung, GesamtwochenChartplatzierungen (Periode, Platzierungen, Wochen) | Höchstplatzierung, GesamtwochenChartplatzierungen (Periode, Platzierungen, Wochen) | Höchstplatzierung, GesamtwochenChartplatzierungen (Periode, Platzierungen, Wochen) |
| Periode   | DE                                                                                 | AT                                                                                 | CH                                                                                 | UK                                                                                 | US                                                                                 |
| --------- | ---------------------------------------------------------------------------------- | ---------------------------------------------------------------------------------- | ---------------------------------------------------------------------------------- | ---------------------------------------------------------------------------------- | ---------------------------------------------------------------------------------- |
| 1972/73   | DE45 (1 Wo.)DE                                                                     | —                                                                                  | —                                                                                  | UK4 (8 Wo.)UK                                                                      | —                                                                                  |
|           |                                                                                    |                                                                                    |                                                                                    |                                                                                    |                                                                                    |
|           |                                                                                    |                                                                                    |                                                                                    |                                                                                    |                                                                                    |
| 1974/75   | —                                                                                  | —                                                                                  | —                                                                                  | UK48 (1 Wo.)UK                                                                     | —                                                                                  |
|           |                                                                                    |                                                                                    |                                                                                    |                                                                                    |                                                                                    |
|           |                                                                                    |                                                                                    |                                                                                    |                                                                                    |                                                                                    |
| 1980/81   | —                                                                                  | —                                                                                  | —                                                                                  | UK2 (9 Wo.)UK                                                                      | —                                                                                  |
| 1981/82   | —                                                                                  | —                                                                                  | —                                                                                  | UK28 (5 Wo.)UK                                                                     | —                                                                                  |
| 1982/83   | —                                                                                  | —                                                                                  | —                                                                                  | UK56 (3 Wo.)UK                                                                     | —                                                                                  |
| 1983/84   | —                                                                                  | —                                                                                  | —                                                                                  | UK92 (2 Wo.)UK                                                                     | —                                                                                  |
| 1984/85   | —                                                                                  | —                                                                                  | —                                                                                  | UK91 (2 Wo.)UK                                                                     | —                                                                                  |
|           |                                                                                    |                                                                                    |                                                                                    |                                                                                    |                                                                                    |
|           |                                                                                    |                                                                                    |                                                                                    |                                                                                    |                                                                                    |
| 2003/04   | —                                                                                  | —                                                                                  | —                                                                                  | UK33 (3 Wo.)UK                                                                     | —                                                                                  |
| 2004/05   | —                                                                                  | —                                                                                  | —                                                                                  | UK88 (2 Wo.)UK                                                                     | —                                                                                  |
|           |                                                                                    |                                                                                    |                                                                                    |                                                                                    |                                                                                    |
|           |                                                                                    |                                                                                    |                                                                                    |                                                                                    |                                                                                    |
| 2007/08   | DE98 (1 Wo.)DE                                                                     | —                                                                                  | —                                                                                  | UK40 (4 Wo.)UK                                                                     | —                                                                                  |
| 2008/09   | DE64 (4 Wo.)DE                                                                     | —                                                                                  | CH57 (1 Wo.)CH                                                                     | UK67 (3 Wo.)UK                                                                     | —                                                                                  |
| 2009/10   | DE69 (2 Wo.)DE                                                                     | —                                                                                  | CH69 (1 Wo.)CH                                                                     | UK76 (3 Wo.)UK                                                                     | —                                                                                  |
| 2010/11   | DE73 (2 Wo.)DE                                                                     | AT67 (4 Wo.)AT                                                                     | —                                                                                  | UK84 (3 Wo.)UK                                                                     | —                                                                                  |
| 2011/12   | DE99 (1 Wo.)DE                                                                     | —                                                                                  | —                                                                                  | UK78 (3 Wo.)UK                                                                     | —                                                                                  |
| 2012/13   | —                                                                                  | —                                                                                  | —                                                                                  | UK81 (3 Wo.)UK                                                                     | —                                                                                  |
| 2013/14   | —                                                                                  | AT54 (2 Wo.)AT                                                                     | —                                                                                  | UK88 (1 Wo.)UK                                                                     | —                                                                                  |
| 2014/15   | DE66 (1 Wo.)DE                                                                     | AT57 (2 Wo.)AT                                                                     | —                                                                                  | UK94 (1 Wo.)UK                                                                     | —                                                                                  |
| 2015/16   | DE40 (1 Wo.)DE                                                                     | AT49 (3 Wo.)AT                                                                     | —                                                                                  | UK69 (1 Wo.)UK                                                                     | —                                                                                  |
| 2016/17   | DE44 (2 Wo.)DE                                                                     | AT28 (4 Wo.)AT                                                                     | CH72 (1 Wo.)CH                                                                     | UK49 (4 Wo.)UK                                                                     | —                                                                                  |
| 2017/18   | DE15 (4 Wo.)DE                                                                     | AT18 (4 Wo.)AT                                                                     | CH20 (3 Wo.)CH                                                                     | UK21 (4 Wo.)UK                                                                     | —                                                                                  |
| 2018/19   | DE10 (4 Wo.)DE                                                                     | AT10 (3 Wo.)AT                                                                     | CH11 (4 Wo.)CH                                                                     | UK18 (4 Wo.)UK                                                                     | US42 (2 Wo.)US                                                                     |
| 2019/20   | DE10 (4 Wo.)DE                                                                     | AT7 (3 Wo.)AT                                                                      | CH10 (4 Wo.)CH                                                                     | UK28 (4 Wo.)UK                                                                     | —                                                                                  |
| 2020/21   | DE6 (5 Wo.)DE                                                                      | AT6 (5 Wo.)AT                                                                      | CH23 (5 Wo.)CH                                                                     | UK19 (6 Wo.)UK                                                                     | —                                                                                  |
| 2021/22   | DE8 (5 Wo.)DE                                                                      | AT6 (5 Wo.)AT                                                                      | CH15 (5 Wo.)CH                                                                     | UK22 (5 Wo.)UK                                                                     | —                                                                                  |
| 2022/23   | DE12 (6 Wo.)DE                                                                     | AT10 (5 Wo.)AT                                                                     | CH14 (5 Wo.)CH                                                                     | UK24 (5 Wo.)UK                                                                     | US38 (2 Wo.)US                                                                     |
| 2023/24   | DE13 (5 Wo.)DE                                                                     | AT12 (5 Wo.)AT                                                                     | CH16 (5 Wo.)CH                                                                     | UK19 (6 Wo.)UK                                                                     | US42 (2 Wo.)US                                                                     |
| 2024/25   | DE14 (6 Wo.)DE                                                                     | AT10 (5 Wo.)AT                                                                     | CH12 (5 Wo.)CH                                                                     | UK24 (5 Wo.)UK                                                                     | —                                                                                  |
| Insgesamt | DE6 (54 Wo.)DE                                                                     | AT6 (50 Wo.)AT                                                                     | CH10 (39 Wo.)CH                                                                    | UK2 (100 Wo.)UK                                                                    | US38 (6 Wo.)US                                                                     |

grau schraffiert: keine Chartdaten aus diesem Jahr verfügbar

### Version von Idols
| Periode   | Höchstplatzierung, GesamtwochenChartsChartplatzierungen (Periode, Platzierungen, Wochen) |
| Periode   | UK                                                                                       |
| --------- | ---------------------------------------------------------------------------------------- |
| 2003/04   | UK5 (5 Wo.)UK                                                                            |
| Insgesamt | UK5 (5 Wo.)UK                                                                            |

### Version von The Fray
| Periode   | Höchstplatzierung, GesamtwochenChartsChartplatzierungen (Periode, Platzierungen, Wochen) |
| Periode   | US                                                                                       |
| --------- | ---------------------------------------------------------------------------------------- |
| 2006/07   | US50 (2 Wo.)US                                                                           |
| Insgesamt | US50 (2 Wo.)US                                                                           |

### Version von Céline Dion
| Periode   | Höchstplatzierung, GesamtwochenChartsChartplatzierungen (Periode, Platzierungen, Wochen) |
| Periode   | CH                                                                                       |
| --------- | ---------------------------------------------------------------------------------------- |
| 2018/19   | CH82 (1 Wo.)CH                                                                           |
| 2019/20   | CH70 (1 Wo.)CH                                                                           |
|           |                                                                                          |
|           |                                                                                          |
| 2023/24   | CH82 (1 Wo.)CH                                                                           |
| Insgesamt | CH70 (3 Wo.)CH                                                                           |

### Version von Mark Ronson & Miley Cyrus feat. Sean Ono Lennon
| Periode   | Höchstplatzierung, GesamtwochenChartplatzierungen (Periode, Platzierungen, Wochen) | Höchstplatzierung, GesamtwochenChartplatzierungen (Periode, Platzierungen, Wochen) | Höchstplatzierung, GesamtwochenChartplatzierungen (Periode, Platzierungen, Wochen) |
| Periode   | DE                                                                                 | AT                                                                                 | CH                                                                                 |
| --------- | ---------------------------------------------------------------------------------- | ---------------------------------------------------------------------------------- | ---------------------------------------------------------------------------------- |
| 2018/19   | DE46 (1 Wo.)DE                                                                     | AT59 (1 Wo.)AT                                                                     | CH100 (1 Wo.)CH                                                                    |
| Insgesamt | DE46 (1 Wo.)DE                                                                     | AT59 (1 Wo.)AT                                                                     | CH100 (1 Wo.)CH                                                                    |

### Version von John Legend
| Periode   | Höchstplatzierung, GesamtwochenChartplatzierungen (Periode, Platzierungen, Wochen) | Höchstplatzierung, GesamtwochenChartplatzierungen (Periode, Platzierungen, Wochen) |
| Periode   | UK                                                                                 | US                                                                                 |
| --------- | ---------------------------------------------------------------------------------- | ---------------------------------------------------------------------------------- |
| 2019/20   | UK9 (3 Wo.)UK                                                                      | US69 (1 Wo.)US                                                                     |
| Insgesamt | UK9 (3 Wo.)UK                                                                      | US69 (1 Wo.)US                                                                     |

### Auszeichnungen für Musikverkäufe (John Lennon & Yoko Ono)
| Land/Region                  | Auszeichnungen für Musikverkäufe (Land/Region, Auszeichnung, Verkäufe) | Verkäufe  |
| ---------------------------- | ---------------------------------------------------------------------- | --------- |
| Australien (ARIA)            | 2× Platin                                                              | 140.000   |
| Dänemark (IFPI)              | 2× Platin                                                              | 180.000   |
| Deutschland (BVMI)           | Platin                                                                 | 500.000   |
| Griechenland (IFPI)          | Gold                                                                   | 10.000    |
| Italien (FIMI)               | 2× Platin                                                              | 200.000   |
| Japan (RIAJ)                 | Gold                                                                   | 100.000   |
| Neuseeland (RMNZ)            | Platin                                                                 | 30.000    |
| Portugal (AFP)               | Gold                                                                   | 5.000     |
| Vereinigtes Königreich (BPI) | 3× Platin                                                              | 1.800.000 |
| Insgesamt                    | 3× Gold · 11× Platin ·                                                 | 2.965.000 |

## Coverversionen
Das Lied wurde von über 360 Künstlern neu aufgenommen. Unter anderen von:
- 1990: The Alarm gemeinsam mit einem walisischen Männerchor auf ihrem Album Standards
- 1992: Neil Diamond auf seinem Weihnachtsalbum The Christmas Album
- 1994: Melissa Etheridge als Single
- 1996: Jimmy Buffett auf seinem Weihnachtsalbum Christmas Island
- 1997: Tomoyasu Hotei, Instrumentalfassung auf Steve Vais Kompilation Merry Axemas: A Guitar Christmas
- 1998: Die Roten Rosen als Happy X-mas auf ihrem Weihnachtsalbum Wir warten auf’s Christkind
- 1998: Céline Dion auf ihrem Weihnachtsalbum These Are Special Times
- 2000: Wolfgang Petry als Happy Christmas – War Is Over auf dem Weihnachtsalbum Freude 2
- 2003: The Moody Blues auf ihrem Album December
- 2004: Naturally 7 auf ihrem Album Christmas… It's a Love Story
- 2005: Street Drum Corps feat. Bert McCracken als Single
- 2006: Sarah McLachlan auf ihrem Album Wintersong
- 2006: The Fray
- 2007: Maroon 5 als iTunes-Single
- 2008: Tommy Shaw, Steve Lukather, Marco Mendoza und Kenny Aaronoff auf dem Album We Wish You a Metal Xmas and a Headbanging New Year
- 2009: Beatallica auf ihrem Weihnachtsalbum Winter Plunderland
- 2010: Jessica Simpson auf ihrem Weihnachtsalbum Happy Christmas
- 2011: Vanessa Carlton auf ihrer EP Hear the Bells
- 2011: Flumpool auf ihrer Single Present
- 2016: Wolfgang Niedecken auf dem Album Sing meinen Song – Das Weihnachtskonzert Vol. 3
- 2016: Laura Pausini auf ihrem Weihnachtsalbum Laura Xmas
- 2017: Projekt „Gemeinsam Mehr Bewegen“, u. a. mit Sasha, Herbert Grönemeyer, Elif, Leslie Clio, Anna Loos, Fetsum, Bonaparte, Stefanie Heinzmann, Balbina, Silbermond, Killerpilze, MIA., Wolfgang Niedecken und Lukas Rieger[34]
- 2018: Miley Cyrus und Mark Ronson feat. Sean Ono Lennon als Single-Veröffentlichung (Happy Xmas) War Is Over!
- 2019: John Legend auf seinem Weihnachtsalbum A Legendary Christmas
- 2021: Roland Kaiser auf seinem Weihnachtsalbum Weihnachtszeit
- 2022: Die Prinzen